# Abbaye de Wilhering
 (avril 2023).
Si vous disposez d'ouvrages ou d'articles de référence ou si vous connaissez des sites web de qualité traitant du thème abordé ici, merci de compléter l'article en donnant les références utiles à sa vérifiabilité et en les liant à la section « Notes et références ».
L'abbaye de Wilhering est une abbaye cistercienne à Wilhering, en Haute-Autriche.

## Histoire
En 1146, les seigneurs de Wilhering acceptent la venue d'une abbaye. Lorsque le monastère est fini d'être construit au bout de quarante ans, le chapitre de l'abbaye réuni à Cîteaux choisit de se joindre à l'abbaye d'Ebrach. En 1185, on décide d'élever une église commencée dix ans plus tard. En 1293, l'abbaye d'Engelszell est fondée.
Lors de la Réforme, l'abbé Erasmus Mayer fuit pendant neuf mois de 1544 à 1545 près de Nuremberg, Balthasar von Presing assure l'intérim. Le monastère est entièrement abandonné en 1583. Dans le cadre de la Contre-Réforme, le moine bénédictin originaire de Lugano Alexander a Lacu rouvre Wilhering en 1587 avec succès.
En 1733, un incendie détruit presque entièrement le monastère. Aujourd'hui il ne reste de son passé qu'un portail roman, une partie du cloître gothique et deux tombeaux.
L'abbaye est reconstruite peu après selon les plans de Johann Haslinger dans le style rococo allemand. Les peintures à l'intérieur de l'église abbatiale sont sans doute de Martino Altomonte et Bartolomäo son fils, les sculptures et les stucs sont l'œuvre de Franz Josef Holzinger, Johann Michael Feuchtmayer (de) et Johann Georg Üblhör (de).
Sous la pression des réformes de l'empereur Joseph II, une paroisse est créée. En 1895, un gymnasium est fondé.
En 1940, les Nazis prennent possession des lieux, l'abbé Bernhard Burgstaller meurt en prison l'année suivante. Les moines reviennent après la guerre. La communauté monastique comprend aujourd'hui 30 membres. Une aile à l'ouest est construite pour recevoir le gymnasium qui comprend 500 élèves.
La bibliothèque de l'abbaye a une collection de livres historiques (jusqu'en 1900) d'environ 40 000 volumes. 20 000 datent du XXe siècle. En outre, il y a 150 manuscrits médiévaux et 220 incunables.

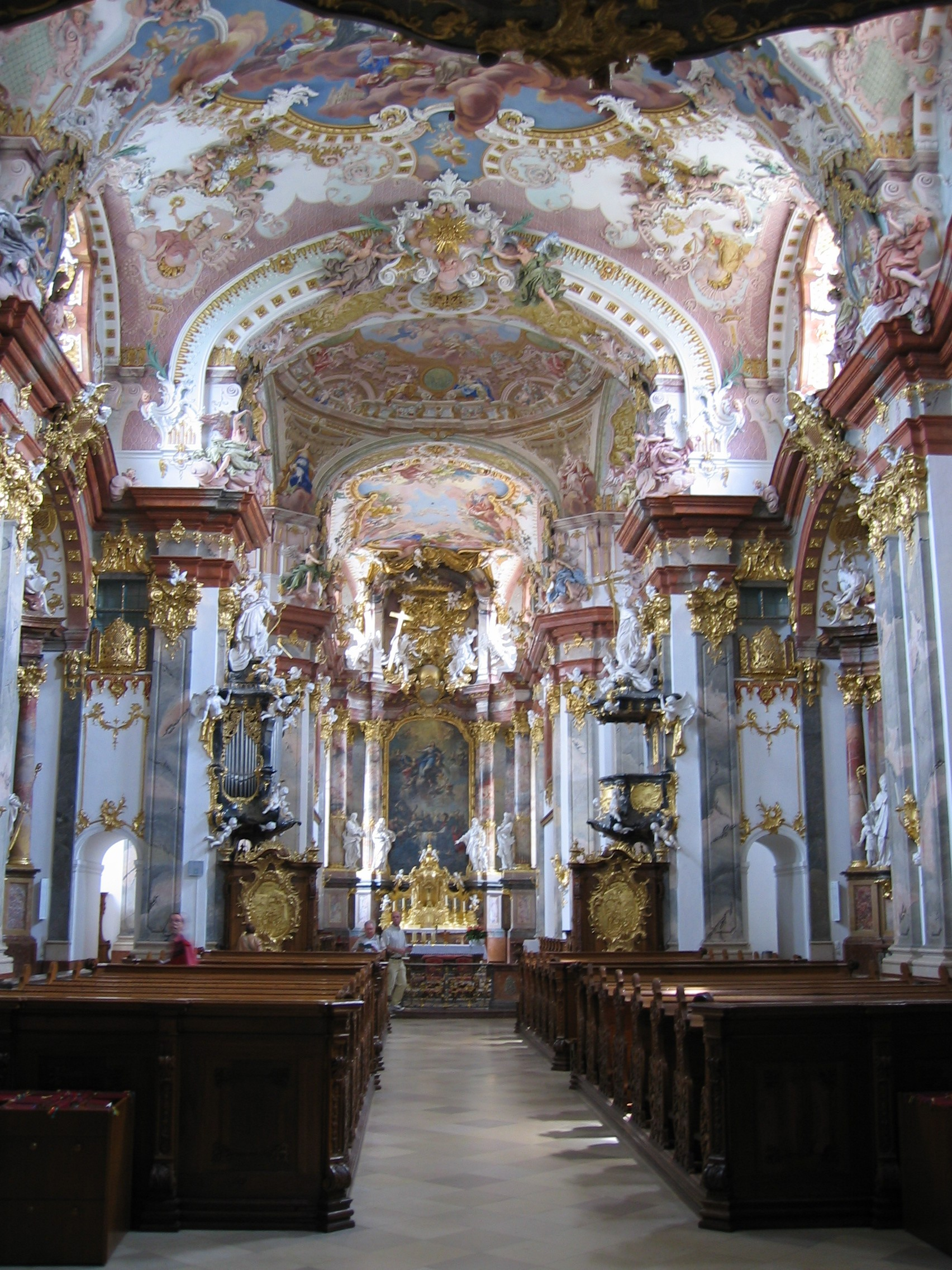
Intérieur de l'église abbatiale
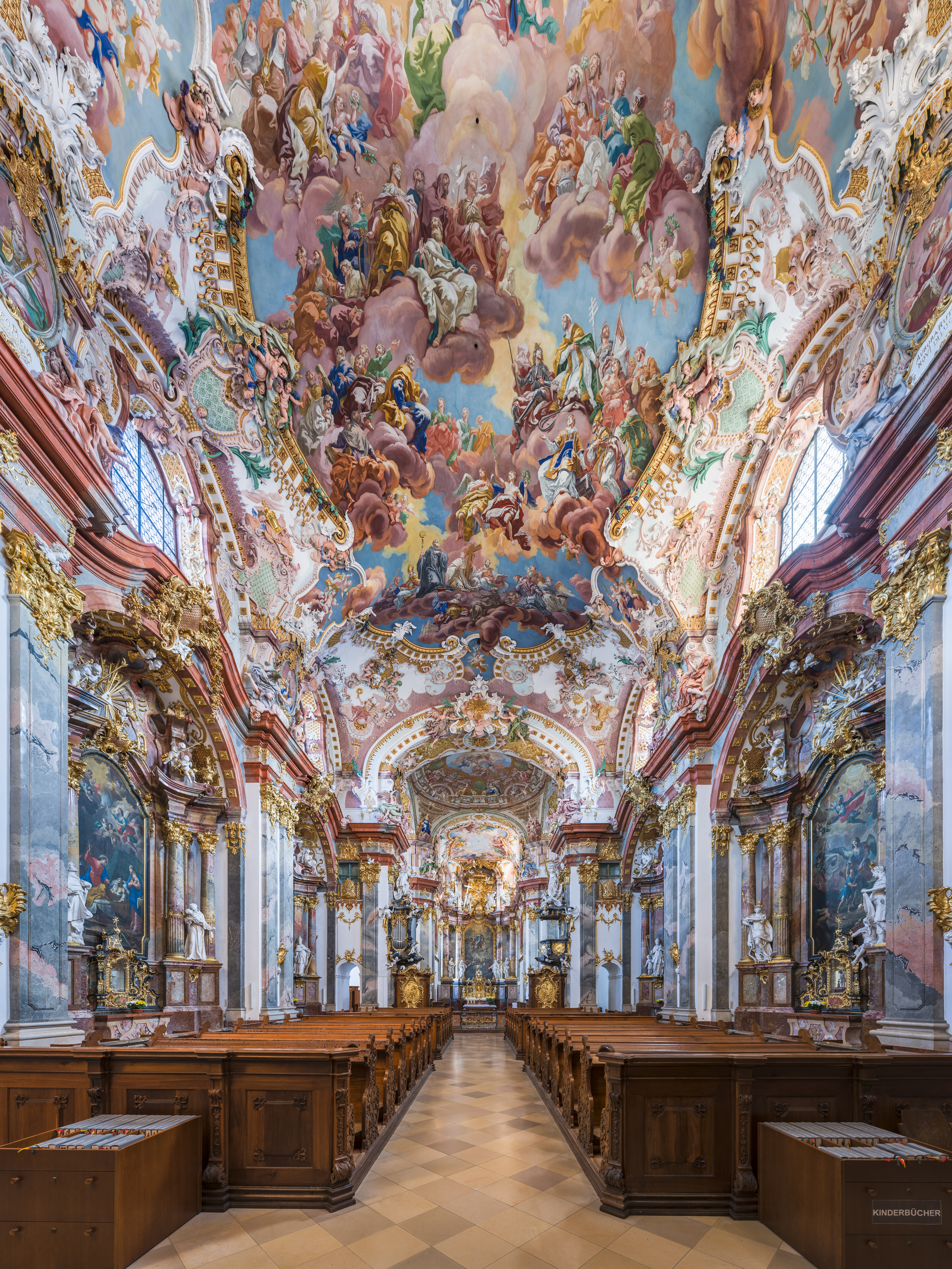
Autre vue de l'intérieur. Photo novembre 2018.
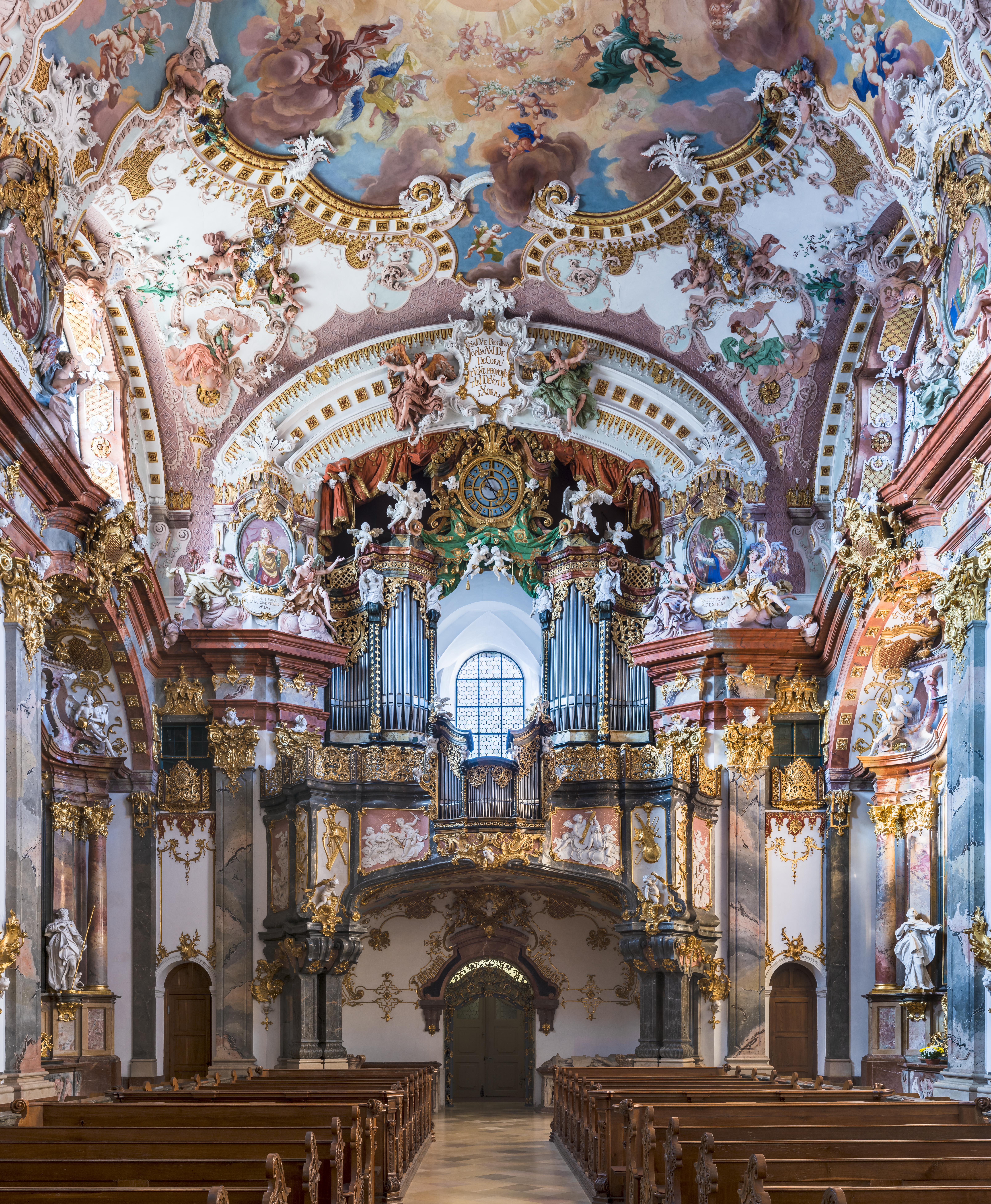
L'orgue de l'abbaye. Photo novembre 2018.